# Ellmannsdorf
Ellmannsdorf ist ein Gemeindeteil der Gemeinde Mühlhausen im Landkreis Neumarkt in der Oberpfalz.

## Lage
Der Weiler Ellmannsdorf liegt an der Sulz zwischen den Mühlhauser Gemeindeteilen Aumühle und Belzlmühle.

## Geschichte
1280 ist im Urbar des Herzogs Ludwig des Strengen eine Hufe des H(einrich) von „Eilmarstorf“ als abgabenpflichtig erwähnt. Als 1376 die Herren von Stein, die zu dieser Zeit noch auf der Burg Niedersulzbürg saßen, das Klösterlein „Zum heiligen Grab“ am Schlüpfelberg als Filiale des Benediktinerklosters Plankstetten gründeten, war unter den Fundationsgütern aus ihrem Eigengut zu „Ällmersdorf“ „2 Auen enthalb des Wassers und die Haid bis an die Straße, die von Neumarkt hergeht bis zur Sandmühl, und bis an den Weg, der von der Purkhartsmühl herabgeht.“ 1403 erwarben die Gebrüder Hans, Albrecht, Wilhelm und Wigalus von Wolfstein von Schweiker von Gundelfingen die Burg Niedersulzbürg mit ihren Zugehörungen, darunter den Weiler Ellmannsdorf; die Gundelfinger waren wegen ihrer Verschuldung gezwungen, sich von der Burg zu trennen, die sie von den Herren von Stein übernommen hatten. Zuvor hatten die Gundelfinger in ihrer Geldnot Güter zu Ellmannsdorf an Weypolt Rauscher verpfändet; dieser trat 1404 seine Rechte an die Brüder Hans und Wilhelm von Wolfstein ab, so dass nunmehr ganz Ellmannsdorf wolfsteinisch geworden war. Nach dem Aussterben der Wolfsteiner 1740 ging deren Besitz an den bayerischen Kurfürsten über, in Ellmannsdorf zehn Güter unterschiedlicher Größe, ein ganzer Hof, ein Halbhof, ein Viertelhof und je drei 1/16- und 1/32-Höfe. Circa 1732 bildeten acht Höfe mit dem Hirtenhaus das Dorf. Am Ende des Alten Reiches, um 1800, bestand Ellmannsdorf aus elf Gütern; zehn unterstanden der kurfürstlich-bayerischen Kabinettsherrschaft Sulzbürg, eines dem ebenfalls kurfürstlichen Klosterrichteramt Seligenporten mit Kasten in Neumarkt.
Im Königreich Bayern wurde um 1810/20 der Steuerdistrikt Sulzbürg  gebildet, dem Ellmannsdorf zugeordnet war. Mit dem Gemeindeedikt von 1818 wurde aus diesem Steuerdistrikt um 1820 die Gemeinde Mühlhausen.

### Einwohnerzahlen
- 1864: 27 (9 Katholiken; 16 Gebäude)[8]
- 1871: 23 (10 Gebäude; Großvieh: 6 Pferde, 40 Rinder)[9]
- 1875: 25[10]
- 1900: 25 (5 Wohngebäude)[11]
- 1938: 25 (3 Katholiken, 22 Protestanten)[12]
- 1961: 26 (6 Wohngebäude)[13]
- 1970: 28[14]
- 1987: 24 (8 Wohngebäude, 10 Wohnungen)[1]

## Verkehrsanbindung
Der Ort liegt westlich der Kreisstraße NM 12 nördlich des Gemeindesitzes.